# ジュリアス・アクセルロッド
ジュリアス・アクセルロッド（Julius Axelrod, 1912年5月30日 – 2004年12月29日）は、アメリカの生化学者である。
1970年度ノーベル生理学・医学賞をベルンハルト・カッツおよびウルフ・スファンテ・フォン・オイラーとともに受賞した。受賞理由はカテコールアミン系神経伝達物質（アドレナリン、ノルアドレナリンや後に発見されたドーパミンなど脳内で機能する一群の物質）の放出および再取り込みに関する研究業績であった。アクセルロッドはまた睡眠周期に対する松果体の調節機能についても重要な業績を残した。

## 青年時代
アクセルロッドはガリツィア地方からのポーランド系ユダヤ人移民の子としてニューヨーク市のマンハッタンに生まれた。1933年にニューヨーク市立大学シティカレッジで生物学学士号を取得した。彼は医師になることを希望していたが受験したいずれの医科大学も不合格であった。しばらくニューヨーク大学で実験技術者として働いたのち、1935年にニューヨーク市衛生局に職を得て、食物に添加したビタミンの試験を行った。しかし実験室でアンモニア瓶の破裂事故に遭い左眼を負傷した。それ以後一生の間左目に眼帯をつけることになる。衛生局で働きながら夜学で学び、1941年にニューヨーク大学から科学修士号を取得した。

## 研究

### 鎮痛剤の研究
アクセルロッドは1946年にゴールドウォーター記念病院のバーナード・ブローディ Bernard Brodie のもとに職を得た。ブローディの研究指導によって彼は研究者としてのキャリアを開始する。ブローディとアクセルロッドの研究テーマは鎮痛剤がどのように働くのかということであった。
1940年代には非アスピリン鎮痛剤使用者にメトヘモグロビン血症という血液疾患が発生していた。アクセルロッドとブローディは、これら鎮痛剤の主成分であるアセトアニリドが原因であることを発見し、代りにアセトアミノフェン（既にタイレノールとして知られていた）を用いることを推奨した。

### カテコールアミンの研究

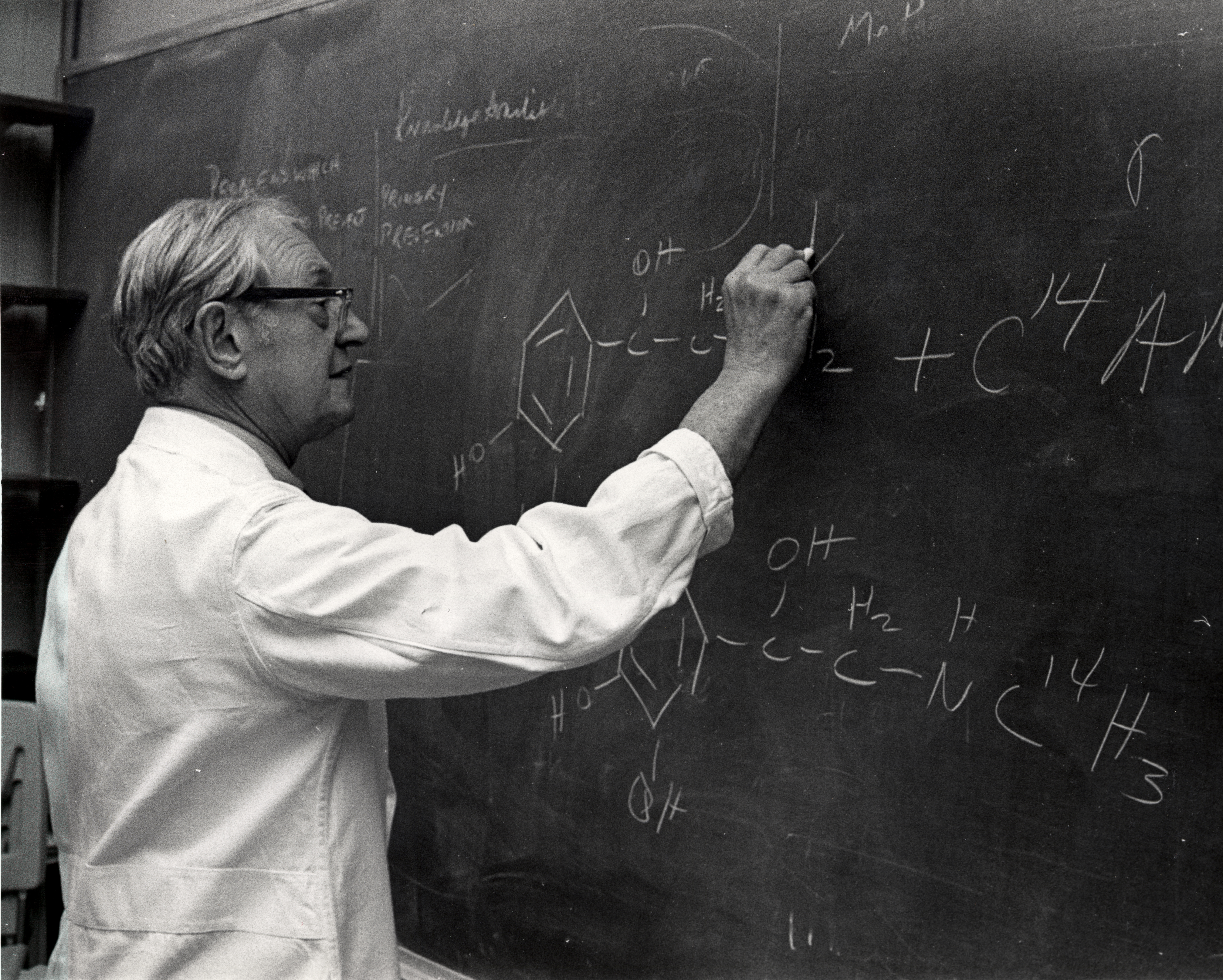
Julius Axelrod at the blackboard. March 1973.

1949年にアクセルロッドは国立心臓研究所National Heart Institute（国立衛生研究所National Institutes of Health (NIH)に属する）で研究を始めた。ここで彼はカフェインの作用機構解明に取り組み、これによって交感神経系とその主要な神経伝達物質であるアドレナリンとノルアドレナリンに関心を持った。この間彼はまたコデイン、モルヒネ、メタンフェタミンそしてエフェドリンの研究も指導し、LSDに関する最初の研究にも取り掛かった。博士号がないとキャリアを進められないと実感し、彼は1954年にNIHを休職してジョージ・ワシントン大学大学院に入学した。これまでの研究の一部を学位の対象とすることが認められたため翌年には修了した。1955年にNIHに戻り彼の最も重要な研究に取り掛かった。1957年にモノアミン酸化酵素阻害薬の研究過程で彼は、カテコールアミン系神経伝達物質はシナプスから放出された後単に働かなくなるわけではなく、シナプス前膜に再び取り込まれ、その後の使用にリサイクルされるということを示した。アドレナリンは不活性な形で組織に貯留され必要なときに放出されるという理論を彼は打ち立てた。この研究により後のセロトニン選択的取り込み阻害薬（SSRI、抗うつ薬で代表的なものにプロザックがある）の基盤が作られたのである。またアクセルロッドは酵素カテコール-O-メチルトランスフェラーゼ（カテコールアミンの分解に関与する）を発見し研究した。アクセルロッドは神経伝達物質アドレナリンとノルアドレナリンの放出、再取り込みおよび貯蔵に関する研究に対してノーベル賞を授与されることとなる。

### 松果体の研究
そののちアクセルロッドの研究は松果体に集中された。彼と共同研究者たちはメラトニンが松果体を生物時計として機能させることで中枢神経系に絶大な影響を与えることを明らかにした。メラトニンは神経伝達物質のセロトニンが変換されて生ずること、また松果体はセロトニンの分泌を制御することで体のサーカディアンリズムを進めることが、彼によって証明された。彼はNIHで研究を続け1984年に退職した。

## 政治的見解の表明
1970年にノーベル賞を受賞した後、アクセルロッドはいくつかの科学政策問題の支持者として活躍した。1973年にリチャード・ニクソン大統領ががん治療だけを目標とする機関を創設したが、アクセルロッドはノーベル賞受賞者マーシャル・W・ニーレンバーグ、クリスチャン・アンフィンセンとともに、この新機関に反対する科学者たちの嘆願書を取り纏めた。がんだけに注目しては他のもっと有望な医学研究に公的資金を使えなくなるというのがその主旨であった。またアクセルロッドはソビエト連邦における科学者の投獄に抗議する声明に名を連ねている。

## 受賞歴
- 1967年 - ガードナー国際賞
- 1970年 - ノーベル生理学・医学賞
- 1992年 - ラルフ・W・ジェラルド賞